# Admiralty House (Mount Pearl)
Admiralty House is een historisch gebouw in de stad Mount Pearl op het Canadese eiland Newfoundland. Het werd in 1915 gebouwd door de Marconi Telegraph Company om tijdens de Eerste Wereldoorlog dienst te doen als geheime communicatiepost van de Britse marine.
Men probeerde er Duitse communicatie te onderscheppen, stuurde informatie uit omtrent ijsbergen en probeerde er eventuele noodsignalen van schepen op te pikken. 
Sinds 1997 is er een museum in het gebouw gevestigd ("Admiralty House Museum and Archives"). Het heeft vaste tentoonstellingen over de geschiedenis van de stad Mount Pearl, over Guglielmo Marconi en over de schepen SS Florizel en HMS Calypso. Er is ook een archiefcollectie aanwezig met documenten uit vroeg-20e-eeuws Canada, onder andere met bestanden over beide wereldoorlogen.